# Phrynonax
Phrynonax – rodzaj węży z podrodziny Colubrinae w rodzinie połozowatych (Colubridae).

## Zasięg występowania
Rodzaj obejmuje gatunki występujące w Meksyku, Belize, Gwatemali, Salwadorze, Hondurasie, Nikaragui, Kostaryce, Panamie, Kolumbii, Wenezueli, Trynidadzie i Tobago, Gujanie, Surinamie, Gujanie Francuskiej, Brazylii, Ekwadorze, Peru i Boliwii. 

## Systematyka

### Etymologia
Phrynonax: gr. φρυνη phrunē, φρυνης phrunēs „ropucha”; αναξ anax, ανακτος anaktos  „król”.

### Podział systematyczny
Do rodzaju należą następujące gatunki: 
- Phrynonax poecilonotus (Günther, 1858)
- Phrynonax sexcarinatus (Wagler, 1824)
- Phrynonax shropshirei Barbour & Amaral, 1924